# Радиш Ганна Василівна
Ганна Василівна Радиш (1922, село Ленківці, тепер у складі міста Чернівці Чернівецької області — ?) — українська радянська діячка, новатор виробництва, робітниця-в'язальниця Чернівецької шостої рукавичної (трикотажної) фабрики. Депутат Верховної Ради УРСР 3—4-го скликань. 

## Біографія
Народилася в бідній багатодітній селянській родині. Батько, Василь Радиш, помер у 1930 році.
Закінчила чотири класи сільської школи. З дванадцятирічного віку наймитувала у заможних селян, з тринадцяти років працювала прибиральницею на трикотажній фабриці Клінгера у місті Чернівцях.
У 1936—1941 роках — учениця, в'язальниця трикотажної фабрики Клінгера у Чернівцях.
У 1940 році вступила до комсомолу. Обиралася членом комсомольського та фабричного комітету профспілки Чернівецької трикотажної фабрики, була народним засідателем суду.
Під час німецько-радянської війни з 1941 року перебувала в евакуації у Ростовській області РРФСР. Працювала трактористкою трактора ХТЗ-НАТІ машинно-тракторної станції, яка обслуговувала Олександрівський хутір Большекрепинського району Ростовської області. У 1942 році заарештована німецькою окупаційною владою. Як румунська громадянка була етапована до села Ленківців на Буковині.
З 1944 року брала участь в організації та налагодженні роботи споживчої кооперації у селі Ленківцях Чернівецької області.
З 1948 року — в'язальниця, бригадир в'язального цеху Чернівецької рукавичної (трикотажної) фабрики № 6 Чернівецької області. Виконувала змінні завдання на 170—180 % при відмінній якості роботи. Працювала також майстром виробничого навчання учнів Чернівецького ремісничого училища.

## Нагороди
- ордени
- медалі